# Insatiable (TV-serie)
Insatiable  är en amerikansk komedi-drama webb-tv-serie skapad av Lauren Gussis. Debby Ryan medverkar i serien som hade premiär på Netflix den 10 augusti 2018. I februari 2020 avbröt Netflix serien efter två säsonger.

## Handling
Serien handlar om Patty som var överviktig och mobbad som tonåring. Efter att ha varit på en flytande kost i tre månader är hon nu smal och söker hämnd på sina mobbare. Hon får hjälp av Bob, en föraktad och missnöjd advokat, som inte har någon aning om vad hon ska släppa lös på världen.

## Rollista

### Huvudroller
- Debby Ryan som Patricia "Patty" Bladell[2]
- Dallas Roberts som Robert "Bob" Armstrong, Jr.[2]
- Christopher Gorham som Robert "Bob" Barnard[2]
- Alyssa Milano som Coralee Huggens-Armstrong[4]
- Erinn Westbrook som Magnolia Barnard[2]
- Sarah Colonna som Angie Bladell[2]
- Arden Myrin som Regina Sinclair[2]

### Återkommande roller
- Michael Ian Black som Pastor Mike Keene
- Jordan Gelber som Sheriff Hank Thompson[5]
- Christine Taylor som Gail Keene
- Vincent Rodriguez III som Detektiv Rudy Cruz (säsong 2)

## Produktion
En pilot för serien beställdes av CW, men gick vidare innan Netflix plockade upp serien. Serien filmades i Newnan, Georgia. Den 14 februari 2020 avbröts serien efter två säsonger.

## Släpp
Den första säsongen av Insatiable hade premiär på Netflix den 10 augusti 2018. Den 19 juli 2018 släpptes den officiella trailern för serien.
Säsong två släpptes på Netflix 11 oktober 2019.

### Marknadsföring
Den 10 juli 2018 släppte Netflix den första teasern och de första officiella bilderna från serien.